# Giovanni Marco Rutini

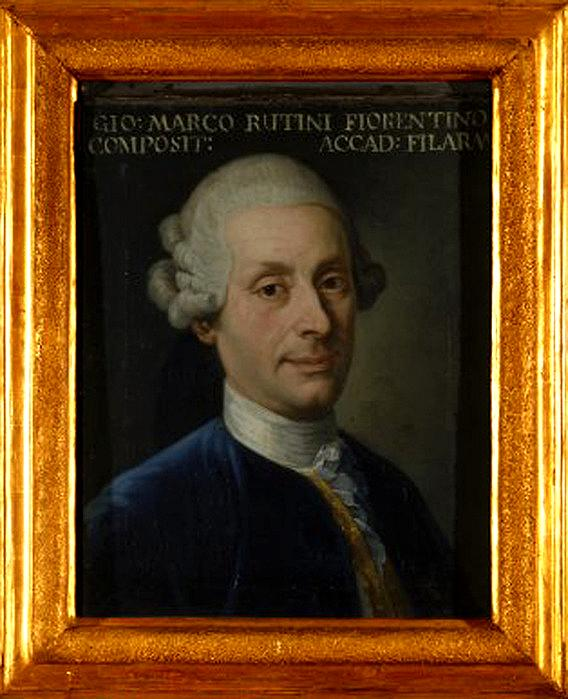
Giovanni Marco Rutini

Giovanni Marco Rutini, anche Giovanni Maria o Giovanni Placido (Firenze, 25 aprile 1723 – Firenze, 22 dicembre 1797), è stato un compositore e clavicembalista italiano.

## Biografia
Si formò musicalmente al Conservatorio della Pietà dei Turchini di Napoli, al quale fu ammesso nell'aprile 1739; qui studiò composizione sotto la guida di Leonardo Leo, clavicembalo con Francesco Nicola Fago e violino con Vito Antonio Pagliarulo. Terminò gli studi presso l'istituto musicale partenopeo nel 1744, ma vi rimase comunque per qualche altro anno prestando servizio come maestrino. Tornato per breve periodo a Firenze, si recò nel 1748 successivamente a Praga, dove il 15 luglio firmò la dedica delle sue Sonate per cembalo op. 1; in questo periodo fu anche ingaggiato come operista dalla compagnia teatrale guidata dall'impresario e librettista Giovanni Battista Locatelli, della quale faceva parte anche il compositore Francesco Zoppis. Debuttò come operista con Alessandro nell'Indie, che venne messa in scena nella capitale ceca nel 1750; seguì la rappresentazione della Semiramide, data nel 1752 nella stessa città. Negli successivi con la sua compagnia teatrale intraprese un viaggio attraverso la Germania centro-settentrionale: fu a Dresda nel 1754 e a Berlino nel 1756 circa. Nello stesso anno tornò a Praga, dove compose le Sonate op. 2 e 3, che dedicò a una sua allieva, la Contessa di Nostitz.
Nel 1757 la compagnia di Locatelli fallì, ma lo stesso riuscì ad ottenere un nuovo contratto dall'imperatrice Elisabetta di Russia come impresario del teatro di corte a San Pietroburgo. Ivi Rutini mise in scena sempre nello stesso anno il componimento drammatico Il retiro degli dei e nell'estate dell'anno successivo rappresentò la sua prima opera comica, Il negligente. Durante il periodo trascorso a San Pietroburgo scrisse altre due raccolte di sonate per cembalo, op. 5 e 6, che pubblicò però a Norimberga qualche anno più tardi. Nel 1758 con la rappresentazione della cantata metastasiana Grazie a gl'inganni tuoi ottenne molti consensi da parte dell'alta società sanpietroburghese, tant'è che diventò insegnante di clavicembalo della granduchessa Fëdorovič (la futura Caterina La Grande) e fu ospite del conte Pëtr Borisovič Šeremetev.
Nel febbraio 1761 la compagnia di Locatelli fallì per la seconda volta e non si ricostituì più. Rutini ritornò dunque nella città natale, dove il 2 aprile si sposò. Nel 1762 fu a Bologna, dove in gennaio diede la sua opera Il caffè di campagna e in marzo fu ammesso alla prestigiosa Accademia Filarmonica. In questa città ebbe occasione di incontrare Padre Martini, con il quale intraprese una lunga corrispondenza che durerà sino al 1780, la quale ci lascerà oltre 40 lettere (fonte primaria per la costituzione della biografia di Rutini).
Il 3 ottobre 1763 al Teatro Santa Maria di Firenze rimise in scena il dramma giocoso Gli sposi in maschera, già precedentemente nello stesso anno rappresentato a Cremona, e nel maggio 1764 fu a Livorno, dove mise in scena il suo Ezio. Nei dieci anni successivi viaggiò attraverso l'Italia per mettere in scena le proprie opere e cantate, ma mantenne come "centro d'azione" la natia Firenze. Con la rappresentazione dell'intermezzo Le contese domestiche nel 1766 Rutini raggiunse l'apice del suo successo: era infatti ormai conosciuto ed apprezzato in tutta Europa. Tuttavia risulta che mai ebbe o gli fu offerta una carica presso la corte granducale toscana. Seguirono a Modena gli allestimenti di altri suoi lavori operistici: L'olandese in Italia, dato per la prima volta nel 1769 e durante la stagione del carnevale dell'anno successivo La Nitteti; grazie a quest'ultima opera riuscì ad ottenere la nomina di maestro di cappella del Principe ereditario di Modena. Speranzoso di ottenere la posizione di direttore della cappella del Granduca Leopoldo (al quale nel 1774 tra l'altro dedicò una sua raccolta di 8 sonate per clavicembalo) mantenne la propria residenza a Firenze, dove fu continuamente attivo come compositore d'opere. In questo mise in scena le sue ultime opere: le sue maggiori produzioni per i teatri fiorentini furono Vologeso, re de' Parti, Zulima, una revisione del Sicotencal (dato al Teatro Regio di Torino diretta da Gaetano Pugnani con Giuseppe Aprile nel carnevale dell'anno precedente), sua ultima produzione, e con L'amor in rigiro nel 1779 fece la sua ultima apparizione attiva nei mondo teatrale. Continuò comunque fino al 1784 a dirigere rappresentazioni al Teatro degli Intrepidi, ma contemporaneamente si dedicò solo alla composizione di oratori e sonate per tastiera e dal 1780 compose prevalentemente musica sacra.

## Considerazioni sull'artista
La produzione clavicembalistica di Rutini ebbe una certa importanza storica. Egli fu infatti uno dei principali compositori di musica per tastiera dell'epoca e, come il coevo Mattia Vento, fu molto apprezzato dai contemporanei. Le sue sonate, appartenenti all'età di transizione dal clavicembalo al fortepiano, presentano un numero variabile di movimenti e spesso terminano con un minuetto. I suoi temi non incisivi ed espressivi contribuiscono assai allo sviluppo dello stile classico, tant'è che lo stesso Wolfgang Amadeus Mozart dimostrò un certo interesse per le sonate del compositore italiano.
Le opere del compositore fiorentino, invece, sono quasi totalmente sconosciute alla critica attuale e attendono maggiori studi dettagliati (l'unico che commentò una sua opera fu Andrea Della Corte).
Oltre all'attività compositiva Rutini, fu anche insegnante e fondatore della Scuola Leopoldiana di Compositori Fiorentini, alla quale apparteneva, tra gli altri, suo figlio Ferdinando.

## Lavori

### Opere
- Alessandro nell'Indie (dramma per musica, libretto di Pietro Metastasio, 1750, Praga)
- Semiramide (dramma per musica, libretto di Pietro Metastasio, 1752, Praga)
- Il retiro degli dei (composizione drammatica, libretto di Giovanni Battista Locatelli, 1757, Praga)
- Il negligente (dramma giocoso, libretto di Carlo Goldoni, 1758, San Pietroburgo)
- Il caffè di campagna (dramma giocoso, libretto di Pietro Chiari, 1762, Bologna)
- I matrimoni in maschera (Gli sposi in maschera; Il tutore burlato) (dramma giocoso, libretto di F. Casorri, 1763, Cremona)
- Ezio (dramma per musica, libretto di Pietro Metastasio, 1763, Firenze)
- L'olandese in Italia (dramma giocoso, libretto di Niccolò Tassi, 1765, Firenze)
- L'amore industrioso (dramma giocoso, libretto di G. Casorri, 1765, Venezia)
- Il contadino incivilito (dramma giocoso, libretto di O. Goretti, 1766, Firenze)
- Le contese domestiche (Le contese deluse) (intermezzo, 1766, Firenze)
- L'amor tra l'armi (libretto di N. Tassi, 1768, Siena)
- Faloppa mercante (Gli sponsali di Faloppa) (farsa o intermezzo, 1769, Firenze)
- La Nitteti (dramma per musica, libretto di Pietro Metastasio, 1770, Modena)
- L'amor per rigiro (farsa, libretto di N. Tassi, 1773, Firenze)
- Vologeso re de' Parti (dramma per musica, libretto di Apostolo Zeno, 1775, Firenze)
- Sicotencal (dramma per musica, libretto di C. Olivieri, dopo Voltaire, 1776, Teatro Regio di Torino diretta da Gaetano Pugnani con Giuseppe Aprile)
- Il finto amante (farsa, 1776, Pistoia)
- Gli stravaganti

### Altri lavori vocali secolari
- No, non turbati o Nice (cantata, testo di Pietro Metastasio, 1754)
- Lavinia a Turno (cantata, testo di Maria Antonia di Baviera, 1756)
- Grazie a gl'ingenni tuoi (cantata, testo di Pietro Metastasio, 1758)
- Genii gloria virtù (cantata, 1764)
- Clori amabile ti desti (cantata, 1774)

### Oratori
- Giobbe (oratorio, 1780; perduto)
- La liberazione d'Israele (oratorio, 1782; perduto)
- Giuseppe venduto (oratorio, 1783; perduto)

### Altri lavori sacri
- Kyrie e Gloria per 4 voci e strumenti
- Varie messe per 4 voci e strumenti
- Innuebant patri (antifona per 4 voci, 1762)

### Lavori per tastiera
- Concerto per clavicembalo, violino e basso continuo
- 6 sonate per clavicembalo op. 1 (1748)
- 6 sonate per clavicembalo op. 2 (1754-7)
- 6 sonate per clavicembalo op. 3 (1756-8)
- 6 sonate per clavicembalo op. 5 (1758-9)
- 6 sonate per clavicembalo op. 6 (1759-60)
- 6 sonate per clavicembalo op. 6bis (1762)
- 6 sonate per clavicembalo op. 7 (1770)
- 6 sonate per clavicembalo op. 8 (1774)
- 6 sonate per clavicembalo op. 9 (1774)
- 6 sonate per clavicembalo op. 10 (1776)
- 6 sonate per clavicembalo op. 11 (1778)
- 6 sonate per clavicembalo op. 12 (1780)
- 6 sonate per clavicembalo op. 13 (1782)
- 3 sonate per clavicembalo op. 14 (1786)
- 12 divertimenti facili e brevi per clavicembalo a 4 mani op. 18 (1793)
- Rondò per fortepiano solo (o con accompagnamento orchestrale) op. 19 (1797)